# Rhajha
Rhajha es un grupo de hip hop de Almería (España). Formado por El Campeón (Mc) , El Cerebro (Dj y productor) y Rey Kuze (Mc).

## Biografía
Con un sonido principalmente caracterizado por la oscuridad, tanto en las bases instrumentales como en letras, su temática podría definirse de mensaje pesimista sobre juegos de palabras y metáforas acompañadas por sus voces graves.
Rhajha se funda en el año 1997. Entre ese año y 2003 grabaron cuatro maquetas, siendo este año cuando publican su primer trabajo en formato profesional, el maxi titulado "Colisión en zona Bélica".
En el año 2004 editan su primer larga duración bajo el título "Tierra Caliente". Este disco fue grabado en Úbeda (Jaén) por David Castro, mezclado por Jorge Gascón. El trabajo de diseño gráfico y fotografía corrió a cargo de Sergio Ibarra. Este trabajo cuenta con las colaboraciones de Braintax & Jehst (Inglaterra), Shockwave (Holanda) y Ose, de Panzers, así como de la cantante jiennense Zahara.

## Discografía
- "BLC Zona" (maqueta) (independiente, 2000)
- "Colisión En Zona Bélica" (Maxi) (Estilo Hip Hop, 2003)
- "Tierra Caliente	" (LP) (Estilo Hip Hop, 2004)

## Colaboraciones
- El Cerebro "Brainiac 1º Fase" (2002)
- Panzers "Sangre, Sudor y Lágrimas" (2003)
- VV.AA. "Ill Music Vol.1" (2005)
- VV.AA. "War4 - El Beso De La Muerte" (2006)
- El Cerebro "Simbiosis" (2007)